# Lee Ming-Che

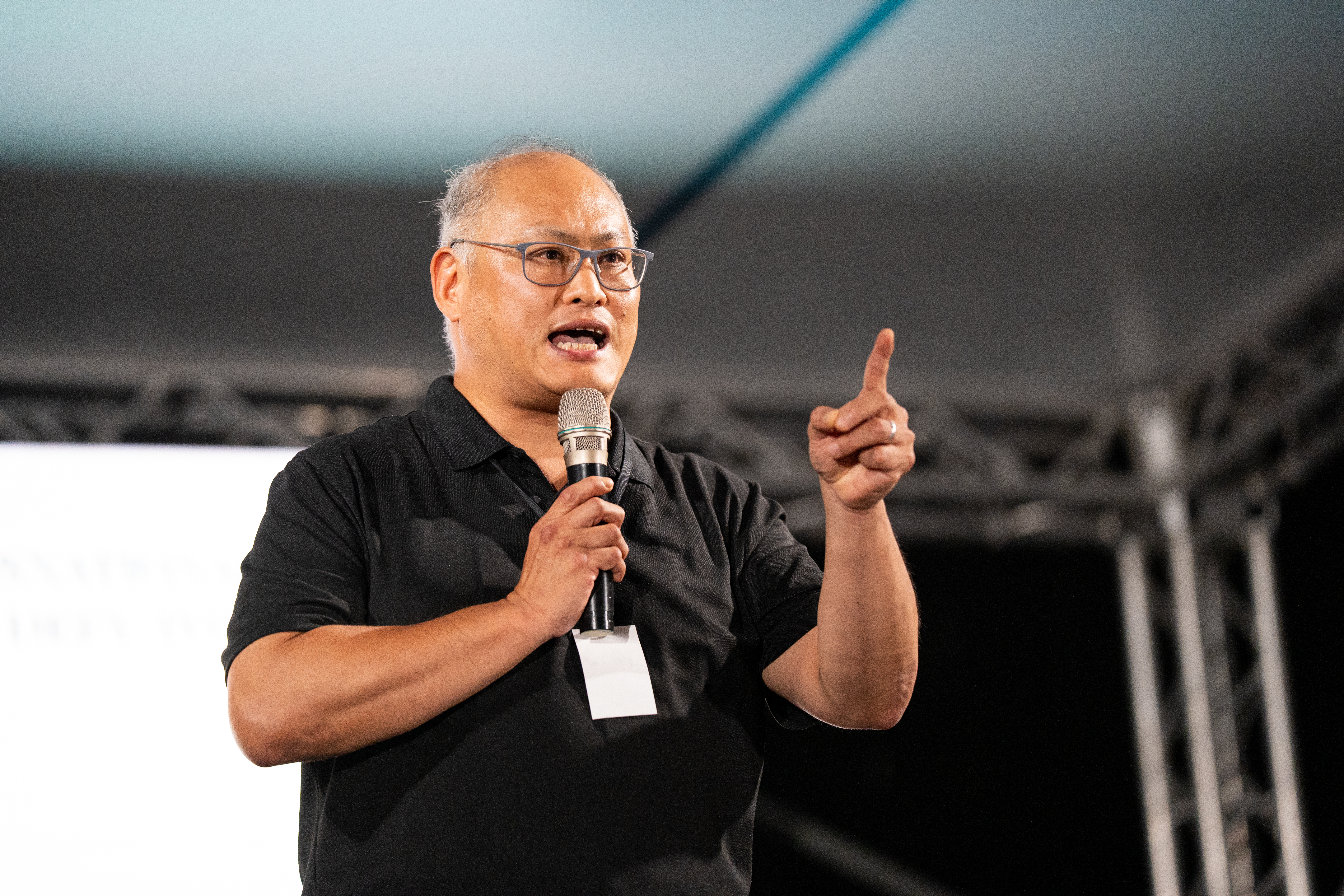
Lee Ming-Che

Lee Ming-Che (李明哲S; Taipei, 25 febbraio 1975) è un attivista taiwanese a favore della democrazia, arrestato in Cina dalle autorità cinesi verso la fine del marzo 2017 e rilasciato il 14 aprile 2022. È tornato a Taiwan il giorno successivo.

## Biografia
La famiglia ha perso ogni contatto diretto con Lee dopo il suo ingresso nella Cina continentale da Macao. Richieste per un immediato rilascio sono state avanzate da attivisti di tutto il mondo. Tra questi l'attivista di Hong Kong Joshua Wong, unitosi al presidente del Partito del Nuovo Potere Huang Kuo-chang e agli ex leader del Movimento del girasole nel condannare la reclusione di Lee.
Lee è un ex membro del Partito progressista democratico e impiegato di un'ONG, e l'incidente a portato ad attriti tra le istituzioni di sicurezza taiwanesi e quelle cinesi.
La moglie di Lee, Lee Ching-yu, ha richiesto a Pechino l'immediata scarcerazione del marito, di chiarire le accuse a suo carico e assicurare il rispetto dei suoi diritti. Precedentemente, Lee avrebbe utilizzato i social media per esporre i successi della democrazia taiwanese ad "almeno 100 persone" nella Cina communista. Questa volta si trovava in Cina per organizzare un trattamento medico per la suocera. Nel tentativo di ritrovare il marito, Lee Ching-yu prenotò un volo da Taiwan alla Cina il 10 aprile, ma le fu negato l'ingresso dal Ministero della Pubblica sicurezza cinese.
Nel settembre 2017, Lee Ming-Che si è dichiarato colpevole di "sovvertire l'autorità dello stato" in una corte nello Hunan. Sua moglie e i suoi sostenitori sostengono che la sua confessione non sia stata spontanea, ma forzata dalle autorità cinesi Nel novembre 2017, Lee è stato condannato a cinque anni di reclusione e sarà rilasciato nell'aprile 2022. Dalla sua condanna è stato incarcerato nella prigione di Chishan.
Nel 2020 il Rescue Lee Ming-che Team ha tenuto una mostra a Taipei che presentava 365 lettere scritte a Lee Ming-che, il Team ha anche organizzato una serie di conferenze di due settimane sul caso di Lee e sulla situazione generale dei diritti umani in Cina. La campagna è stata una risposta al fatto che a Lee è stato negato il diritto di scrivere/ricevere lettere e telefonate che violano sia la legge carceraria della Repubblica popolare cinese che le regole minime standard delle Nazioni Unite per il trattamento dei prigionieri.